# Vrees (Nedersaksen)
Vrees is een gemeente in de Duitse deelstaat Nedersaksen. De gemeente is onderdeel van de Samtgemeinde Werlte in het landkreis Emsland. Vrees telt 1.791 inwoners.
Vrees ligt aan binnenwegen, op 8 km ten noordoosten van Werlte en 5 km ten zuiden van Lindern.
Het dorp Vrees wordt voor het eerst in een document, een schenkingsakte van Keizer Otto I de Grote, als Weres vermeld in het jaar 947. 
De naam wordt verklaard als een oud woord voor water, moeras. Anderen stellen, dat het dorp als een Oostfriese nederzetting naar de Friezen is  genoemd. 
Tussen 1880 en 1930 lieten de Hertogen van Arenberg ruim 2.000 hectare terrein ten noorden van Vrees, dat hun eigendom was, met dennen inplanten. Het bos werd, naar de hertogin, Eleonorenwald genoemd. Het productiebos diende om dennenstammen als stuthout in mijnschachten te leveren. In 1972 waaide een groot deel van het dennenbos ten gevolge van  de storm van 13 november 1972 om. Daarna werd bos van een meer gemengd karakter teruggeplant. Daardoor is het Eleonorenwald ecologisch waardevoller geworden en minder gevoelig voor insektenplagen.
In het dorp staat een dorpshuis (Heimathaus), dat in het kader van een werkverschaffingsproject tussen 1989-1992 is gebouwd. Een oorspronkelijk in Voltlage staande vakwerkboerderij  uit 1780 werd daartoe gedemonteerd en in Vrees, deels met modern bouwmateriaal, weer opgebouwd. Het gebouw is de zetel van het deelgemeentebestuur en centrum van het -zeer actieve- verenigingsleven.
In 1894 werd de rooms-katholieke Sint-Nicolaaskerk van het dorp voltooid. In 1970 en 1988 werd deze, vooral van binnen, in opvallende stijl gemoderniseerd.
Vrees is in de eerste plaats een boerendorp gebleven. 
In de omgeving kunnen mooie wandelingen gemaakt worden, o.a. langs de beek Marka, ten oosten en zuiden van het dorp, en in het Eleonorenwald, ten noorden ervan. 

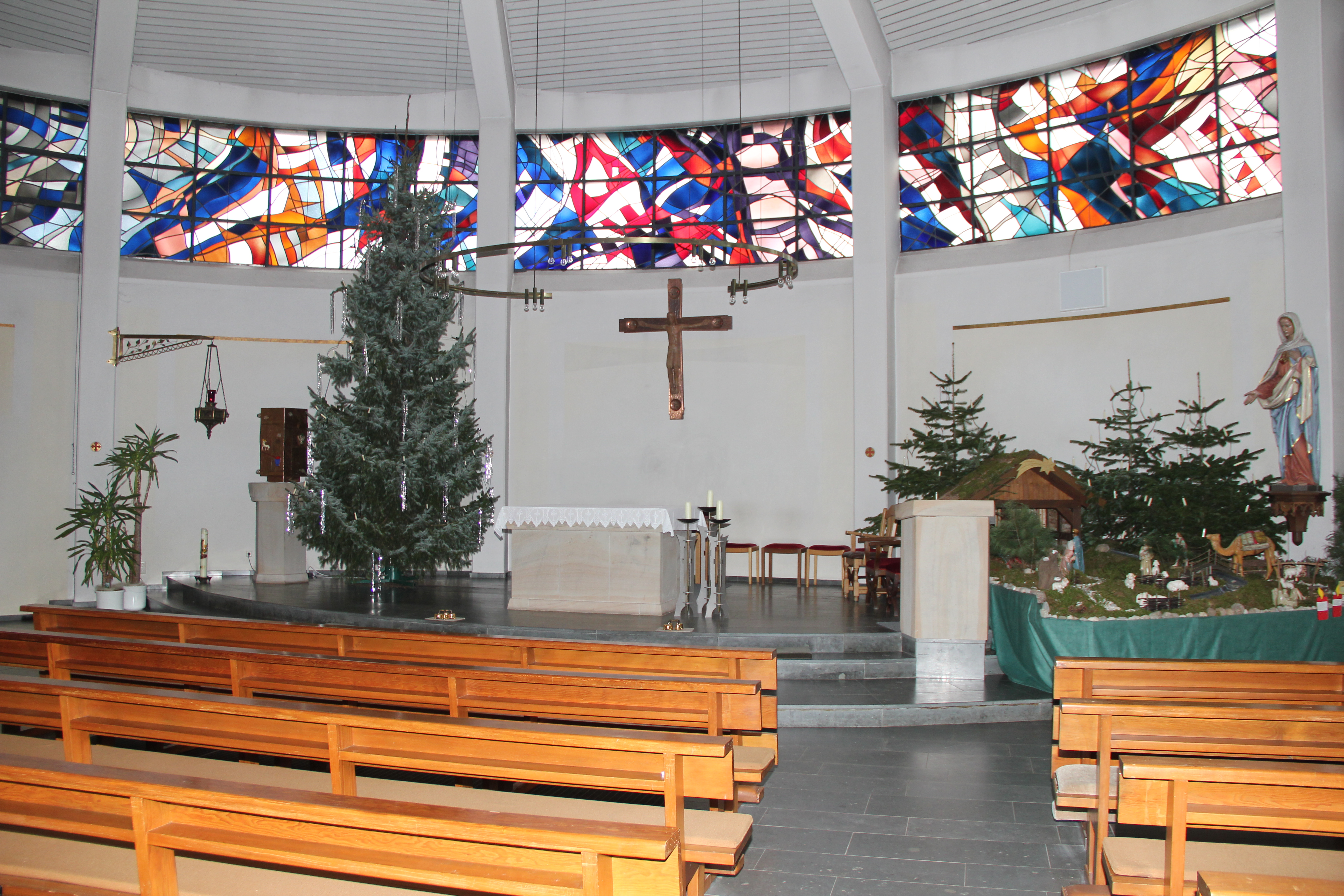
Interieur St. Nicolaaskerk, Vrees, in de kersttijd

- Gemeinsame Normdatei: 16329149-4
- Virtual International Authority File: 214883321

Andervenne ·
Bawinkel ·
Beesten ·
Bockhorst ·
Börger ·
Breddenberg ·
Dersum ·
Dohren ·
Dörpen ·
Emsbüren ·
Esterwegen ·
Freren ·
Fresenburg ·
Geeste ·
Gersten ·
Groß Berßen ·
Handrup ·
Haren (Ems) ·
Haselünne ·
Heede ·
Herzlake ·
Hilkenbrook ·
Hüven ·
Klein Berßen ·
Kluse ·
Lähden ·
Lahn ·
Langen ·
Lathen ·
Lehe ·
Lengerich ·
Lingen ·
Lorup ·
Lünne ·
Meppen ·
Messingen ·
Neubörger ·
Neulehe ·
Niederlangen ·
Oberlangen ·
Papenburg ·
Rastdorf ·
Renkenberge ·
Rhede ·
Salzbergen ·
Schapen ·
Sögel ·
Spahnharrenstätte ·
Spelle ·
Stavern ·
Surwold ·
Sustrum ·
Thuine ·
Twist ·
Vrees ·
Walchum ·
Werlte ·
Werpeloh ·
Wettrup ·
Wippingen